# Korzeń proteoidowy

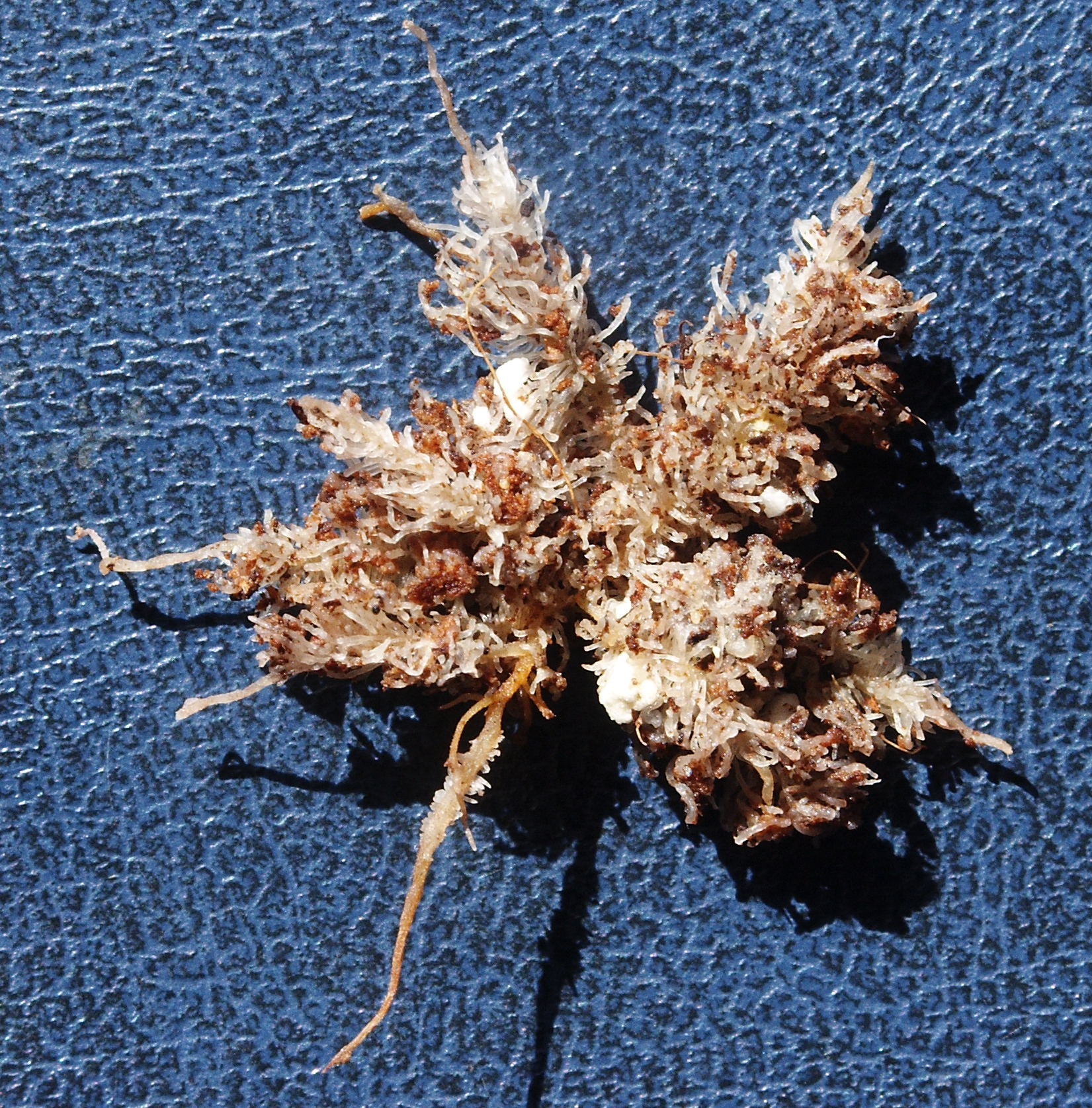
Korzeń proteoidowy u Leucospermum cordifolium

Korzeń proteoidowy – specyficzna forma korzenia wykształcanego przez rośliny w celu zwiększenia powierzchni chłonnej. Korzeń tego typu charakteryzuje się dużą liczbą drobnych korzeni bocznych z licznymi włośnikami. Wyglądem przypomina szczotkę. Nazwa została zaproponowana przez Helen Purnell w roku 1960 i pochodzi od nazwy rodziny roślin, u których po raz pierwszy wykryto tę formę korzeni. Duża powierzchnia chłonna zapewnia roślinom z korzeniami proteoidowymi odpowiednie zaopatrzenie w związki mineralne na ubogich glebach. Naturalnie rośliny takie występują na terenach położonych wokół Morza Śródziemnego, w Afryce Południowej oraz Australii. Gatunki u których wykryto korzenie proteoidowe zwykle nie tworzą mikoryzy.

## Występowanie
Strukturę po raz pierwszy opisał Adolf Engler w roku 1894 u roślin z rodziny Proteaceae rosnących w Ogrodzie Botanicznym w Lipsku. Dalsze badania potwierdziły powszechność występowania korzeni proteidowych u tej rodziny. Stwierdzono je u 44 gatunków należących do wszystkich rodzajów w rodzinie Proteaceae z wyjątkiem Persoonia. Z dalszych badań wiadomo, że korzenie proteoidowe występują wśród przedstawicieli 27 rodzajów należących do Proteaceae oraz u blisko 30 gatunków należących do rodzin: Betulaceae, Casuarinaceae, Elaeagnaceae, Fabaceae, Moraceae i Myricaceae. W obrębie rodziny bobowatych zdolność tworzenia korzeni proteidowych wykazano między innymi u gatunków roślin uprawnych z rodzaju łubin: Lupinus hispanicus, L. luteus i L. mutabilis. Zmiany morfologiczne można indukować w warunkach laboratoryjnych podając roślinom syntetyczną auksynę – IBA. Jednak korzenie uformowane pod wpływem IBA nie wydzielają zwiększonych ilości kwasów karboksylowych do podłoża.

## Funkcje
W warunkach naturalnych tworzenie korzeni proteoidowych jest indukowane przez niedobór fosforu. Korzenie takie poza zwiększoną powierzchnią chłonną charakteryzują się zmodyfikowanym metabolizmem węgla. Z komórek do podłoża wydzielane są znaczne ilości kwasów karboksylowych, które zmieniając pH gleby doprowadzają do powstania form fosforu łatwiej przyswajalnych. Prawdopodobnie korzenie proteoidowe ułatwiają również pozyskiwanie azotu. W komórkach takich korzeni wykryto obecność transporterów aminokwasów (HaAAT4-1) oraz transporterów peptydów (HaPepT1), co sugeruje że rośliny z tą formą korzeni są zdolne pobierania azotu organicznego.